# День энергетика
День энерге́тика — профессиональный праздник всех работников энергетической промышленности, охватывающей выработку, передачу и сбыт потребителям электрической и тепловой энергии.
Отмечается ежегодно 22 декабря (Указ Президиума Верховного совета СССР от 1 октября 1980 года № 3018 «О праздничных и памятных днях» в ряде стран Содружества независимых государств: Российской Федерации, Узбекистане, Украине, Белоруссии, Армении, Киргизии,. В Казахстане приходится на третье воскресенье декабря.
Не является выходным днём.

## История праздника
Впервые профессиональный праздник День энергетика был установлен в Советском Союзе Указом Президиума Верховного Совета СССР от 23 мая 1966 года в память о дне принятия плана Государственной электрификации России (ГОЭЛРО) на VIII Всероссийском съезде Советов в 1920 году.
Позднее, Указом Президиума Верховного Совета СССР № 3018-Х от 1 октября 1980 года «О праздничных и памятных днях», в редакции Указа Президиума Верховного Совета СССР № 9724-XI от 1 ноября 1988 года «О внесении изменений в законодательство СССР о праздничных и памятных днях», День энергетика в Советском Союзе официально стал отмечаться в третье воскресенье декабря. Данный Указ вызвал массовое непонимание и игнорирование среди энергетиков, в подавляющем большинстве своём продолжавших отмечать свой праздник именно 22 декабря.
C 2015 года Постановлением Правительства Российской Федерации № 1396 от 21 декабря 2015 года «О Дне энергетика» этому профессиональному празднику в России возвращена дата 22 декабря. В справке к постановлению уточняется: 

«В целях восстановления исторически обоснованной даты празднования Дня энергетика и по просьбе Общероссийского отраслевого объединения работодателей электроэнергетики и общественного объединения „Всероссийский электропрофсоюз“ подписанным постановлением установлена дата профессионального праздника — 22 декабря».— Правительство Российской Федерации
Таким образом, в 2015 году российские энергетики отметили свой профессиональный праздник дважды — 20-го (третье воскресенье декабря) и 22 декабря.
В Белоруссии профессиональный праздник День энергетика начал отмечаться ежегодно 22 декабря согласно Указу президента Республики Беларусь А. Лукашенко № 479 от 27 ноября 1995 года «Об установлении праздника — Дня энергетика» (утратил силу). В настоящее время дата празднования не изменилась, но регулируется она Указом президента Белоруссии А. Лукашенко № 157 от 26 марта 1998 года (в редакции от 30 августа 2012 года) «О государственных праздниках, праздничных днях и памятных датах в Республике Беларусь».

## Значение праздника
День энергетика — день признания заслуг работников энергетической промышленности в экономическом развитии, в совершенствовании и поддержании повседневной жизни населения. Примечательно, что профессиональный праздник энергетиков приходится на один из самых коротких световых дней в году — день зимнего солнцестояния, когда работа энергетиков наиболее заметна в Северном полушарии.
Отмечая значимость энергетической отрасли России, председатель Правительства Российской Федерации Д. Медведев в поздравительной телеграмме работникам и ветеранам энергетического комплекса России от 20 декабря 2015 года, в частности, сказал: 

«… На протяжении десятилетий все, кто трудится на электростанциях и теплоцентралях, высоковольтных ЛЭП и котельных, многое делают для того, чтобы в наших домах, школах, больницах, детских садах было светло и тепло. Благодаря вашему профессионализму и ответственному отношению к делу бесперебойно работают транспорт, заводы и фабрики, телефонная и почтовая связь. А за всем этим — нелёгкий, порой круглосуточный труд работников отрасли, которые доставляют людям от Камчатки до Калининграда мегаватты электроэнергии. Буквально на днях введена в строй первая очередь энергомоста через Керченский пролив. И это — не только лучший подарок к вашему празднику, но и нормальная, комфортная жизнь Крыма…»— Дмитрий Медведев
22 декабря 2015 года российских энергетиков поздравил президент Российской Федерации В. Путин, подчеркнув в своём обращении их весомый вклад в развитие национальной экономики: 

«… Вы трудитесь в одной из базовых, ключевых отраслей отечественной экономики, и от вашей компетентности, ответственного отношения к делу во многом зависят укрепление энергетической безопасности страны, эффективная реализация её промышленного, аграрного потенциала, решение насущных социальных проблем.

Отрадно, что свой профессиональный праздник вы встречаете значимыми достижениями, вводом в эксплуатацию новых объектов и мощностей. Особо отмечу большую, напряжённую и в высшей степени востребованную работу российских энергетиков, направленную на обеспечение устойчивого электроснабжения Республики Крым и города Севастополя…»— Владимир Путин